# Mareanivka, Karlivka
Mareanivka (în ucraineană Мар'янівка) este un sat în comuna Halturîne din raionul Karlivka, regiunea Poltava, Ucraina.

## Demografie
Componența lingvistică a localității Mareanivka
     Ucraineană (95,82%)
     Rusă (3,05%)
     Alte limbi (1,12%)
Conform recensământului din 2001, majoritatea populației localității Mareanivka era vorbitoare de ucraineană (95,82%), existând în minoritate și vorbitori de rusă (3,05%).